# Monza
Monza er en by i den italienske region Lombardiet. Byen er en del af Stor-Milano og har 121.799 (2023) indbyggere. Den blev provinshovedby ved dannelsen af provinsen Monza e Brianza i 2004. Her ligger racerbanen Autodromo Nazionale Monza, hvor Italiens Grand Prix afholdes.

## Eksterne links
- Wikimedia Commons har flere filer relateret til Monza